# Nens jugant amb una papallona
Nens jugant amb una papallona és una escultura d'Antoni Solà que actualment forma part de la col·lecció permanent del Museu Frederic Marès.

## Descripció
Antoni Solà fou un dels grans escultors europeus del Neoclassicisme. Va néixer a Barcelona i va estudiar a l'Escola de Nobles Arts. L'any 1803, es va traslladar a Roma amb una pensió de la Junta de Comerç de Catalunya, la institució fundadora de l'Escola. A Roma va arribar a ser president de l'Acadèmia de San Luca, la màxima autoritat artística del seu temps. En el segle xix només dos estrangers van exercir aquest càrrec: Solà i el danès Bertel Thorvaldsen. A Roma, Solà es va convertir en el director dels pensionats catalans i espanyols i, paral·lelament, va realitzar nombroses obres per a nobles i prínceps italians i espanyols, com per exemple el príncep Torlonia o Ferran VII, rei d'Espanya.
El museu va adquirir aquest grup, signat i datat a Roma l'any 1839, en una subhasta celebrada l'any 2009. Probablement estava destinat a una família de Madrid, d'on sembla que procedeix. Representa dos nens que juguen amb una papallona, tot i que, si es mira en la seva mirada absent i sense vida, és possible que es tracti d'una obra en record d'uns nens difunts. Una possible confirmació d'aquesta hipòtesi seria la representació clàssica de la papallona de la mort prenent la seva ànima.
La qualitat de la composició confirma la merescuda fama de l'escultor, que sempre va defensar que calia cercar la bellesa ideal en la imitació dels antics. Es tracta d'una de les obres més notables de la col·lecció d'escultura del segle xix del museu.